# Arib
Arib est une commune de la wilaya de Aïn Defla en Algérie.

## Géographie
Située sur un mamelon au nord de la vallée très fertile du Chélif, grenier de l'Algérie, à 130 km au Sud-Ouest d'Alger entre Aïn Defla, 13km vers l'Ouest et Miliana, 20 km vers l'Est.
Le barrage Sidi M'Hamed Bentaiba d'une capacité de 75 millions de mètres cubes sur la commune d'Arib a été mis en service fin 2005 à destination de l'irrigation. Un projet d'utilisation pour l'alimentation en eau potable est en cours.  

## Histoire
Cette commune portait le nom de Littré pendant la période de la colonisation française.
Le village a été créé en 1879. 9 des 42 fondateurs du village de Littré étaient des viticulteurs de métropole qui avaient été ruinés par le Phylloxéra.
Littré eut la réputation de posséder des vignobles de qualité et fut un haut-lieu de l'expérimentation de la viticulture pied-noir en Algérie.